# فيرونا (ويسكونسن)
فيرونا (بالإنجليزية: Verona, Wisconsin)‏ هي fourth-class city تقع في الولايات المتحدة في مقاطعة دان (ويسكونسن). يقدر عدد سكانها بـ 10,619 نسمة ومساحتها 16.47 كم2 .

## التركيبة السكانية
قام مكتب تعداد الولايات المتحدة بتحديد بيانات التركيبة السكانية لفيرونا في تعداد الولايات المتحدة. في ما يلي، التركيبة السكانية حسب تعدادي 2000 و2010.

### تعداد عام 2000
بلغ عدد سكان فيرونا 7,052 نسمة بحسب تعداد عام 2000، وبلغ عدد الأسر 2,591 أسرة وعدد العائلات 1,873 عائلة مقيمة في المدينة. في حين سجلت الكثافة السكانية 2,156.3 نسمة لكل ميل مربع (832.6/كم2). وبلغ عدد الوحدات السكنية 2,664 وحدة بمتوسط كثافة قدره 814.6 نسمة لكل ميل مربع (314.5/كم2).
وتوزع التركيب العرقي للمدينة بنسبة 97.46% من البيض و 0.17% من الأمريكيين الأصليين و 0.67% من الأمريكيين ذوي الأصول الآسيوية و 0.62% من الأمريكيين الأفارقة و 0.85% من عرقين مختلطين أو أكثر.
بلغ عدد الأسر 2,591 أسرة كانت نسبة 45.0% منها لديها أطفال تحت سن الثامنة عشر تعيش معهم، وبلغت نسبة الأزواج القاطنين مع بعضهم البعض 60.0% من أصل المجموع الكلي للأسر، ونسبة 8.8% من الأسر كان لديها معيلات من الإناث دون وجود شريك، وكانت نسبة 27.7% من غير العائلات. تألفت نسبة 21.6% من أصل جميع الأسر من أفراد ونسبة 8.5% كانوا يعيش معهم شخص وحيد يبلغ من العمر 65 عاماً فما فوق. وبلغ متوسط حجم الأسرة المعيشية 3.16، أما متوسط حجم العائلات فبلغ 2.68.
بلغ العمر الوسطي للسكان 36 عاماً. وكانت نسبة 31.4% من القاطنين تحت سن الثامنة عشر، وكانت نسبة 5.3% بين الثامنة عشر والأربعة وعشرون عاماً، ونسبة 31.3% كانت واقعةً في الفئة العمرية ما بين الخامسة والعشرون حتى والأربعة وأربعون عاماً، ونسبة 22.1% كانت ما بين الخامسة والأربعون حتى الرابعة والستون، ونسبة 9.9% كانت ضمن فئة الخامسة والستون عاماً فما فوق. يوجد لكل 100 أنثى 93.7 ذكر، ويوجد لكل 100 أنثى في الثامنة عشر من عمرها فما فوق 89.3 ذكر.
بلغ متوسط دخل الأسرة في المدينة 65,367 دولار، أما متوسط دخل العائلة فبلغ 71,098 دولار. وكان متوسط دخل الذكور 46,919 دولار مقابل 32,296 دولار للإناث. وسجل دخل الفرد الخاص بالمدينة 26,433 دولار. وكانت نسبة 2.0% من العائلات ونسبة 3.7% من السكان تحت خط الفقر، وكان من هؤلاء نسبة 2.9% تحت سن الثامنة عشر ونسبة 6.2% في الخامسة والستين من العمر وما فوق.

### تعداد عام 2010
بلغ عدد سكان فيرونا 10,619 نسمة بحسب تعداد عام 2010، وبلغ عدد الأسر 4,223 أسرة وعدد العائلات 2,845 عائلة مقيمة في المدينة. في حين سجلت الكثافة السكانية 1,685.6 نسمة لكل ميل مربع (650.8/كم2). وبلغ عدد الوحدات السكنية 4,461 وحدة بمتوسط كثافة قدره 708.1 لكل ميل مربع (273.4/كم2).
وتوزع التركيب العرقي للمدينة بنسبة 93.3% من البيض و 0.3% من الأمريكيين الأصليين و 2.5% من الأمريكيين ذوي الأصول الآسيوية و 1.3% من الأمريكيين الأفارقة و 1.9% من عرقين مختلطين أو أكثر.
بلغ عدد الأسر 4,223 أسرة كانت نسبة 39.4% منها لديها أطفال تحت سن الثامنة عشر تعيش معهم، وبلغت نسبة الأزواج القاطنين مع بعضهم البعض 54.4% من أصل المجموع الكلي للأسر، ونسبة 9.6% من الأسر كان لديها معيلات من الإناث دون وجود شريك، بينما كانت نسبة 3.3% من الأسر لديها معيلون من الذكور دون وجود شريكة وكانت نسبة 32.6% من غير العائلات. تألفت نسبة 27.4% من أصل جميع الأسر من أفراد ونسبة 9.4% كانوا يعيش معهم شخص وحيد يبلغ من العمر 65 عاماً فما فوق. وبلغ متوسط حجم الأسرة المعيشية 3.09، أما متوسط حجم العائلات فبلغ 2.50.
بلغ العمر الوسطي للسكان 37.4 عاماً. وكانت نسبة 29% من القاطنين تحت سن الثامنة عشر، وكانت نسبة 5.2% بين الثامنة عشر والأربعة وعشرون عاماً، ونسبة 28.7% كانت واقعةً في الفئة العمرية ما بين الخامسة والعشرون حتى والأربعة وأربعون عاماً، ونسبة 27.2% كانت ما بين الخامسة والأربعون حتى الرابعة والستون، ونسبة 9.8% كانت ضمن فئة الخامسة والستون عاماً فما فوق. وتوزع التركيب الجنسي للسكان بنسبة 48.4% ذكور و51.6% إناث.